# New Jeans (EP)
New Jeans es el EP debut del grupo femenino de Corea del Sur NewJeans. Fue lanzado el 1 de agosto de 2022 en formato digital y el 8 de agosto de 2022 en formato físico por ADOR, sello discográfico subsidiario de HYBE. El miniálbum contiene cuatro pistas, incluyendo tres sencillos principales: «Attention», «Hype Boy» y «Cookie».

## Antecedentes y lanzamiento
El 12 de noviembre de 2021, la agencia musical surcoreana HYBE Corporation anunció que lanzaría un nuevo sello independiente llamado ADOR, donde Min Hee Jin, exdirectora creativa de varios grupos de SM Entertainment antes de unirse a HYBE en 2019, sería la directora ejecutiva de esta nueva subsidiaria, quien tendría la misión de producir el debut de un nuevo grupo femenino.
El 1 de julio de 2022, HYBE anunció oficialmente que el nuevo grupo femenino de ADOR lanzaría su primer contenido a finales de dicho mes, presentando diversos vídeos conceptuales como adelanto.
El 22 de julio de 2022, ADOR anunció a NewJeans como su próximo grupo femenino y se reveló sorpresivamente el vídeo musical de su primer sencillo titulado «Attention». Se informó además que su primer miniálbum se lanzaría digitalmente el 1 de agosto y, después de tres apariciones en programas musicales, el álbum en formato físico se lanzaría oficialmente el 8 de agosto de 2022. Se revelaron además una gran cantidad de fotos conceptuales de las miembros del grupo. Al día siguiente, fue lanzado el vídeo musical de su segundo sencillo, «Hype Boy», junto con la presentación oficial de las cinco integrantes de NewJeans.
El 24 de julio fue lanzado el vídeo musical de «Hurt», canción correspondiente a un lado B del miniálbum, mientras que el 1 de agosto se liberó el vídeo musical del tercer sencillo principal, titulado «Cookie». Ese mismo día, en una transmisión en vivo a través de YouTube, el grupo realizó el lanzamiento oficial del EP en su formato digital.

## Recepción

### Recibimiento comercial
A las pocas horas del lanzamiento en línea de su nuevo EP, las tres canciones principales, «Attention», «Hype Boy» y «Cookie», ingresaron con éxito a la lista en tiempo real de Melon. En particular, «Attention» debutó en la lista en el puesto 20, marcando la entrada más alta en la lista de cualquier canción de debut de un grupo femenino lanzada en los últimos tres años.
Fuera de Corea del Sur, el EP se ubicó en la cima de las listas de iTunes en varios países del mundo. A partir del 2 de agosto de 2022, New Jeans alcanzó el número 1 en las listas de álbumes principales de iTunes en al menos nueve regiones diferentes, incluidas Tailandia, Finlandia, Indonesia y Rusia.
Recibimiento crítico
Hasta el momento el proyecto debut sólo ha obtenido una crítica profesional por parte de la revista musical NME, dándole un 60/100 siendo esta una nota media.

## Lista de canciones
| CD / Descarga digital |             |                                                    |                                         |            |          |  |
| N.º                   | Título      | Letras                                             | Música                                  | Arreglos   | Duración |  |
| 1.                    | «Attention» | Gigi, Duckbay (Cosmos Studios Stockholm), Danielle | 250, Duckbay (Cosmos Studios Stockholm) | 250        | 3:00     |  |
| 2.                    | «Hype Boy»  | Gigi, Ylva Dimberg, Hanni                          | 250, Ylva Dimberg                       | 250        | 2:59     |  |
| 3.                    | «Cookie»    | Gigi, Ylva Dimberg                                 | Jinsu Park, Ylva Dimberg                | Jinsu Park | 3:55     |  |
| 4.                    | «Hurt»      | Gigi, Amanda Lundstedt                             | 250, Amanda Lundstedt                   | 250        | 2:57     |  |
| 12:51                 |             |                                                    |                                         |            |          |  |

## Reconocimientos

### Premios y nominaciones
| Año  | Evento                    | Premio                         | Resultado | Ref.   |
| ---- | ------------------------- | ------------------------------ | --------- | ------ |
| 2022 | Melon Music Awards        | Álbum del año                  | Nominado  | [ 11 ] |
| 2023 | Circle Chart Music Awards | Artista nuevo del año - físico | Nominado  | [ 12 ] |
| 2023 | Korean Music Awards       | Mejor álbum K-Pop              | Ganador   | [ 13 ] |
| 2023 | Korean Music Awards       | Álbum del año                  | Nominado  | [ 13 ] |

### Listados
| Publicación   | Lista                                | Ranking  | Ref.   |
| ------------- | ------------------------------------ | -------- | ------ |
| Idology       | 20 mejores álbumes K-Pop de 2022     | Incluida | [ 14 ] |
| Rolling Stone | Los 100 mejores álbumes de 2022      | 46.º     | [ 15 ] |
| Uproxx        | Los mejores álbumes de K-Pop de 2022 | Incluida | [ 16 ] |

## Historial de lanzamiento
| País          | Fecha               | Formato                     | Sello      |
| ------------- | ------------------- | --------------------------- | ---------- |
| Corea del Sur | 1 de agosto de 2022 | descarga digital, streaming | ADOR, HYBE |
| Corea del Sur | 8 de agosto de 2022 | CD                          | ADOR, HYBE |